# Семеновское (Первомайский район)
Семёновское — село в Первомайском районе Ярославской области, входит в состав Кукобойского сельского поселения, является центром Семеновского сельского округа.

## География
Расположено на берегу реки Копша в 18 км на юго-запад от центра поселения села Кукобой и в 49 км на северо-запад от райцентра посёлка Пречистое.

## История
Каменная церковь во имя Святой Живоначальной Троицы была построена в 1812 году вместо деревянной, в 1885 году реконструирована, Церковь разделялась на две половины — летнюю и зимнюю, первая — с одним престолом — во имя Св. Троицы, зимняя с двумя престолами — во имя праведного Симеона Богоприимца и Преподобного Кирилла Белозерского Чудотворца.
В конце XIX — начале XX века село входило в состав Меленковской волости Пошехонского уезда Ярославской губернии.
С 1929 года село являлось центром Семеновского сельсовета Первомайского района, с 2005 года — в составе Кукобойского сельского поселения.

## Население
| 1859 | 1914 | 2002 | 2007 | 2010 |
| ---- | ---- | ---- | ---- | ---- |
| 160  | ↗182 | ↗397 | ↗402 | ↘341 |

### Известные жители
- Адриан Югский (1800—1853) — иеромонах, насельник Югской Дорофеевой пустыни, странник.
- Ухтомский, Дмитрий Васильевич (1719—1774) — главный архитектор Москвы в период правления императрицы Елизаветы Петровны, мастер елизаветинского барокко.

## Инфраструктура
В селе имеются Семеновская средняя школа, фельдшерско-акушерский пункт, участковый пункт полиции, отделение почтовой связи, животноводческое хозяйство «Верный путь», отделение Сбербанка.

## Общественный транспорт
Семеновское обслуживается пригородными автобусными маршрутами №№ 102 Пошехонье — Семёновское, 517 Данилов — Кукобой, 518 Ярославль — Кукобой, 520 Пошехонье — Пречистое, 534 Данилов — Семёновское, Пречистое — Менчаково.

## Достопримечательности
В селе расположена действующая Церковь Троицы Живоначальной (1812).

## Памятники
- Воинское захоронение участника ВОВ Е.Н. Лапшина
- Стела погибшим в ВОВ

## Улицы
Улицы: Первомайская, Фестивальная, Некрасова, Полевая, Речная, Луговая, Цветочная, Набережная.
Переулки: Фестивальный.